# سمو

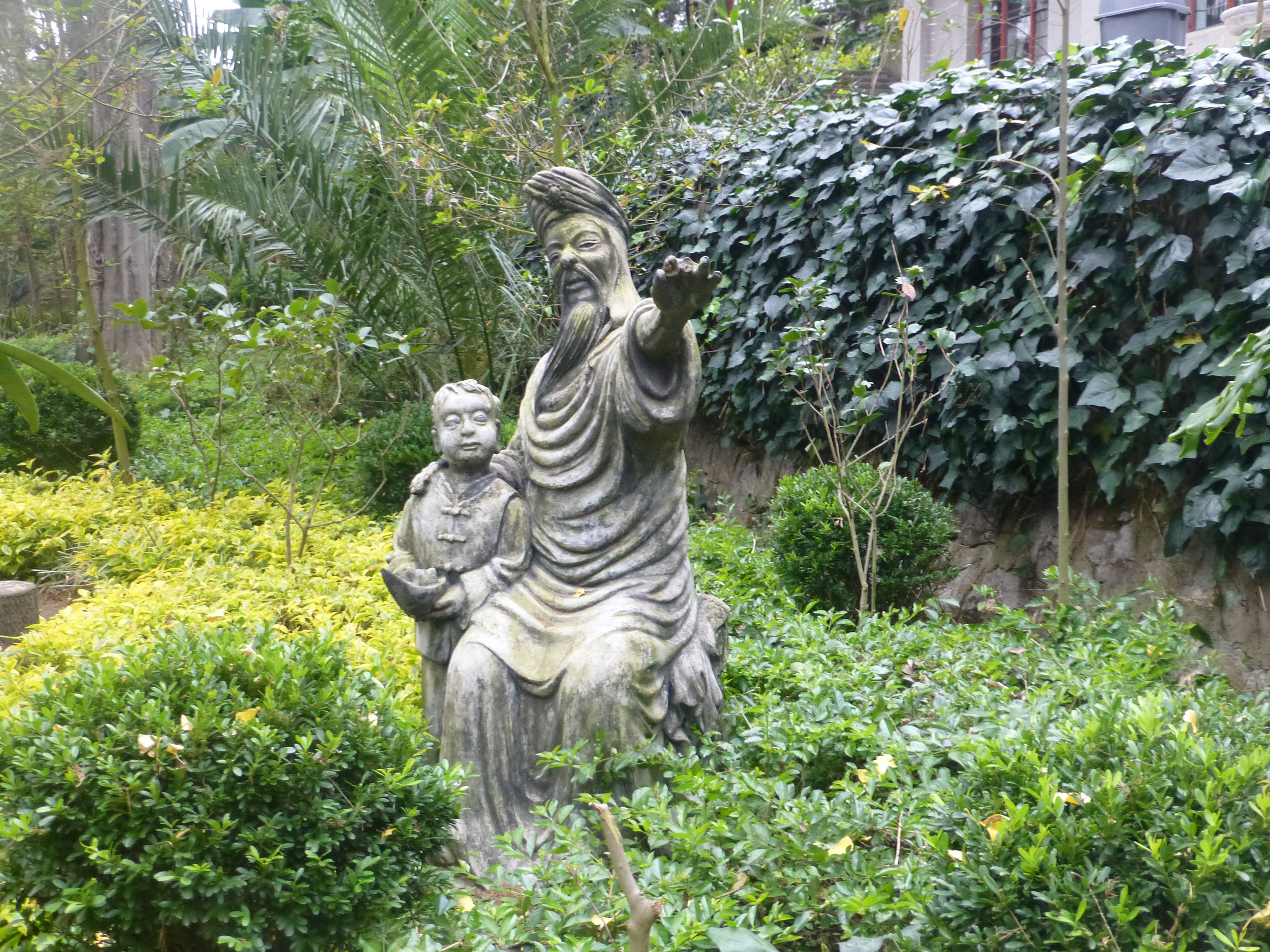
ما حاجی، یکی از مقامات سلسله یوان در یوننان (از نوادگان سید اجل شمس‌الدین)، و پسر جوانش ما هه، دریاسالار آینده چنگ هه، که توسط یک مجسمه‌ساز مدرن کونیانگ طراحی شده‌اند.

سمو یا سمورن (چینی: 色目; پین‌یین: sèmù) نام یک طبقهٔ اجتماعی (کاست) در چین بود که توسط سلسلهٔ یوان تأسیس شد. این کاست به کسانی گفته می‌شد که از آسیای مرکزی و غربی آمده بودند، گفته می‌شود که در بین آنها ۳۱ دسته وجود دارد. آنها برای خدمت به خاندان یوان آمده بودند و از طریق کاست مسلط مغول از حق رای برخوردار بودند. سموها به خودی خود یک گروه قومی خود همگن نبودند و از اقوام مختلفی تشکیل شده بودند. در آن زمان سلسله یوان چهار کاست داشت: مغول‌ها، سمو (یا سمورن)، " هان " (یا آنطور که در چینی تلفظ می‌شود: هانرن، شامل همه اتباع سلسله جین سابق، پادشاهی دالی و کره‌ای‌ها) و جنوبی‌ها (آنطور که در چینی تلفظ می‌شود: نانرن، یا همه تابعان سلسله سونگ جنوبی سابق؛ گاهی اوقات مانزی نیز نامیده می‌شدند). کاستِ سمو، شامل این گروه‌های قومی و برخی دیگر می‌شد:اویغورهای تورپان بودایی، تانگوت‌ها، تبتی‌ها، قبایل مسیحی نسطوری مانند اونگود، آلان‌ها، اقوام مسلمان ایرانی و ترک‌های آسیای مرکزی از جمله خوارزمیان و قراخانیان، عرب‌های غرب آسیا، یهودیان، مسیحیان و سایر گروه‌های کوچک که از غرب آسیا و حتی دورتر از آن می‌آمدند.